# Liste der Baudenkmale in Groß Liedern
In der Liste der Baudenkmale in Groß Liedern sind die Baudenkmale des niedersächsischen Ortes Groß Liedern aufgelistet. Dies ist ein Teil der Liste der Baudenkmale in Uelzen. Der Stand der Liste ist der 17. November 2021.
Die Quelle der IDs und der Beschreibungen ist der Denkmalatlas Niedersachsen.

## Allgemein
In den Spalten befinden sich folgende Informationen:
- Lage: die Adresse des Baudenkmales und die geographischen Koordinaten. Kartenansicht, um Koordinaten zu setzen. In der Kartenansicht sind Baudenkmale ohne Koordinaten mit einem roten Marker dargestellt und können in der Karte gesetzt werden. Baudenkmale ohne Bild sind mit einem blauen Marker gekennzeichnet, Baudenkmale mit Bild mit einem grünen Marker.
- Bezeichnung: Bezeichnung des Baudenkmales
- Beschreibung: die Beschreibung des Baudenkmales. Unter § 3 Abs. 2 NDSchG werden Einzeldenkmale und unter § 3 Abs. 3 NDSchG Gruppen baulicher Anlagen und deren Bestandteile ausgewiesen.
- ID: die Objekt-ID des Baudenkmales
- Bild: ein Bild des Baudenkmales, ggf. zusätzlich mit einem Link zu weiteren Fotos des Baudenkmals im Medienarchiv Wikimedia Commons. Wenn man auf das Kamerasymbol klickt, können Fotos zu Baudenkmalen aus dieser Liste hochgeladen werden:

## Groß Liedern
Groß Liedern liegt im Osten von Uelzen und ist durch den Elbeseitenkanal von Uelzen getrennt. Der Ort gründete sich um die heutige St. Georg Straße, später erweiterte sich der Ort in Richtung Westen. Die Kapelle befindet sich in der Mitte des Ortes.

## Einzeldenkmale in Groß Liedern
| Lage                                               | Bezeichnung          | Beschreibung | ID       | Bild           |
| -------------------------------------------------- | -------------------- | --- | -------- | -------------- |
| Eichelberg 52° 57′ 23″ N, 10° 36′ 11″ O            | Gefallenendenkmal    | Feldsteinpfeiler auf Sockelstufen, bekrönt von Eichenkranz und Stahlhelm. Errichtet um 1920. | 31006122 | BW             |
| Salzwedeler Straße 45 52° 57′ 26″ N, 10° 36′ 10″ O | Landarbeiterwohnhaus | Eingeschossiger traufständiger Fachwerkbau auf Backsteinsockel; unter ziegelgedecktem Halbwalmdach. Symmetrische Anlage des Baus mit zwei mittigen Durchgangsfluren und zusätzlichen Eingängen in beiden Giebeln. Errichtet 1856 (i). | 31006139 | BW             |
| St. Georg Straße 52° 57′ 26″ N, 10° 36′ 19″ O      | Kapelle              | Die Georgskapelle Groß Liedern wurde in der zweiten Hälfte des 14. Jahrhunderts erbaut, der Turm wurde Anfang des 16. Jahrhunderts hinzugefügt. Der Turm wurde im 17. Jahrhundert mit Backstein ummauert. Die Kirche ist ein gotischer Bau aus Backstein. Im Inneren der Kirche befindet sich ein Schnitzaltar aus der Zeit Anfang des 16. Jahrhunderts.                        | 31006156 | Weitere Bilder |
| St. Georg Straße 5 52° 57′ 26″ N, 10° 36′ 20″ O    | Scheune              | Dreiständerbau in Fachwerk mit Backsteinausfachung, unter ziegelgedecktem Halbwalmdach. Feldsteinsockel. Außermittige Längseinfahrt. Errichtet 1797 (i). | 31006173 | BW             |
| St. Georg Straße 19 52° 57′ 26″ N, 10° 36′ 33″ O   | Wohnhaus             | Zweigeschossiger traufständiger Backsteinbau unter ziegelgedecktem Satteldach. Verputzter Sockel, symmetrisch gegliederte Fassade mit Mittelrisalit und dreiachsigem Zwerchhaus, Ziersteinsetzungen an Traufe, Ortgang und Gesimsen, Ecklisenen. Fenster zurückliegend, mit Formsteinen eingefasst, Brüstungen mit Putzblenden. Originale Haustür und Fenster. Erbaut 1897 (i). | 31006190 | BW             |